# Mörtefors
Ej att förväxla med Mörtfors i Oskarshamns kommun

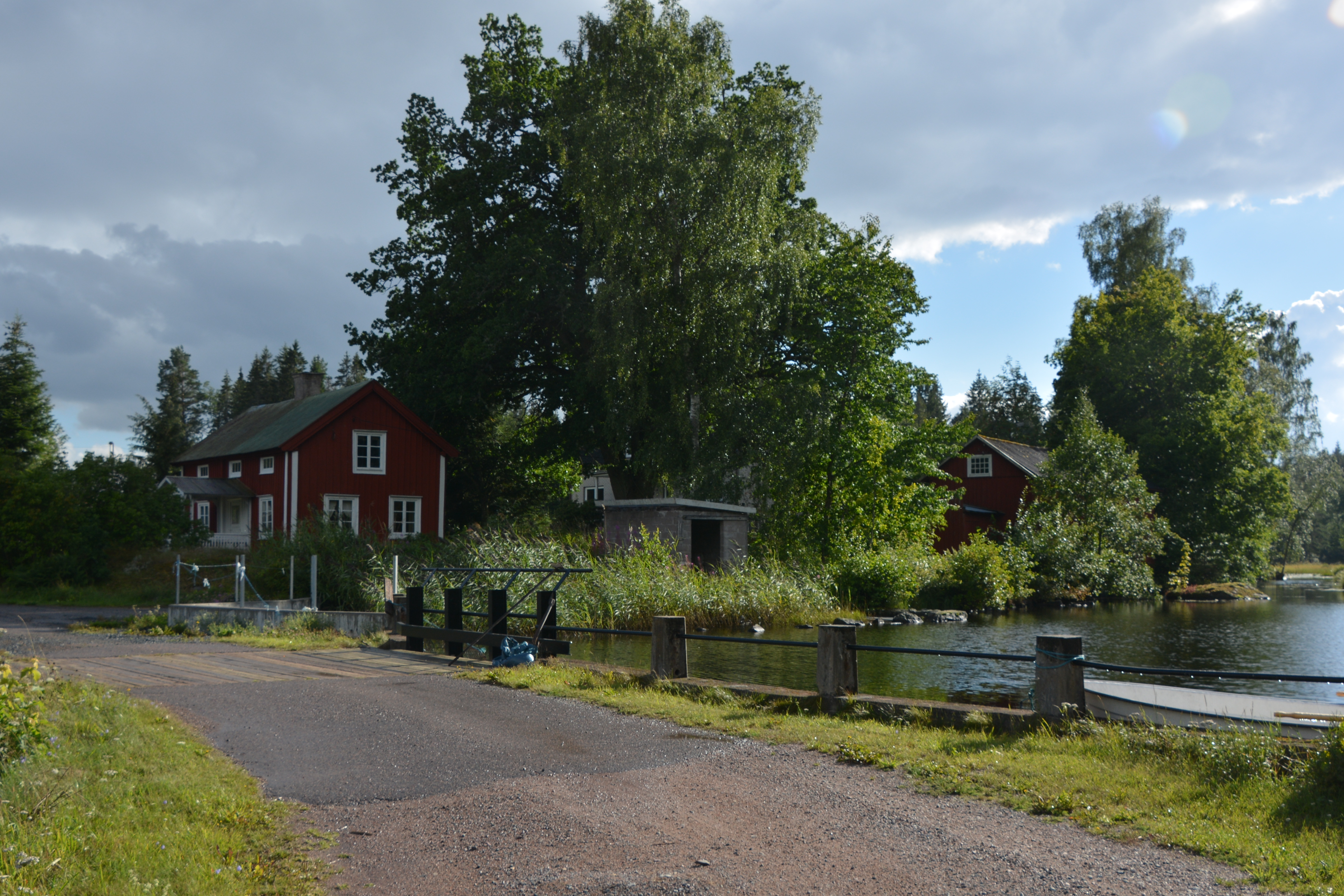
Dammen i Björnån i Mörtefors

Mörtefors (tidigare Mörtöfors) är en tidigare industriell småort väster om Virserum i Hultsfreds kommun.
Mörtefors ligger i Kalmar län på gränsen mot Jönköpings län vid Björnån nedströms Stora Granesjön och mellan Björnasjön och Hjortesjön. Mot Hjortesjön bildar ån strömsträckor vid Björneström och Mörtefors, som använts historiskt för anläggande av tre-fyra skvaltkvarnar vid Mörtefors. Under 1800-talet ersattes dessa av en hjulkvarn. 
År 1878 köpte mjölnaren i Mörtefors Jonas Magnus Bohman kvarnfallet och omgivande mark. Han var också snickare och tillverkade bland annat spinnrockar och stolar i kvarnen. Sönerna August och Karl Bohman, anlade på platsen omkring 1885 den vattenhjulsdrivna möbelfabriken Mörtefors möbelfabrik, A & K Bohman med tillverkning av ekstolar i hantverksmässig skala. År 1897 flyttade August Bohman till Blomstermåla, där han grundade AB Bohman & Johansson med fanérfabrik och sågverk, medan brodern Karl Bohman tog över möbelfabriken i Mörtefors.
Elektricitet infördes tidigt i Mörtefors, redan 1894, från ett eget kraftverk. Både möbelfabriken och bostäderna försågs med elektriskt ljus. August Bohman hade konstruerat generatorn och tillverkat den i samarbete med Hjortöströms Gjuteri och Mekaniska Verkstad. Karl Bohman lät senare, 1904, anlägga ett större lokalt kraftverk, för vilket en längre strömsträckas fallhöjd utnyttjades genom att vattnet leddes in i en lång träränna. Kraftstationen, som var byggd i trä, brann ned 1956. En ny kraftstation i tegel byggdes på samma plats, ansluten till dammen med en 70 meter intagstub i trä.
Bohmans möbelfabrik lades ned under 1950-talet. Under en period på 1960-talet tillverkades barnvagnar i en del av fabriksbyggnaden, som senare revs 1967. Möbelsnickaren Knut Liljedahl använde från 1951 den nedlagda kvarnen som möbelverkstad, innan han flyttade verksamheten till en nedlagd cigarrfabrik i Björneström.
Viss kvarvarande (2017) småskalig produktion i Mörtefors finns i den på 1930-talet uppförda lilla svarverifabriken, där det sedan 1950-talet tillverkats lieorvar och räfsor.